# Тюменский легион
«Тюменский легион» — молодёжная команда по хоккею с шайбой из Тюмени. Аффилирован с клубом Всероссийской хоккейной лиги «Рубин» (Тюмень).

## История
МХК «Газовик» (молодёжный хоккейный клуб) был создан в 2010 году на основе фарм-клуба тюменского «Газовика», сменившего в апреле 2010 года своё название на «Рубин», и оставившего прежнее название «в наследство» молодёжной команде.
«Газовик», выступавший в высшей лиге, обзавёлся фарм-клубом в 2001 году, под названием «Газовик-Университет». Выступая с сезона 2001/2002 в зоне «Урал — Западная Сибирь» в первой лиге, тот держался ближе к концу турнирной таблицы (2001/2002 — 6 место, 2002/2003 — 8 место, 2003/2004 — 7 место, 2004/2005 — 11 место, 2005/2006 — 10 место, 2006/2007 — 11 место).
В 2007 году команду переименовали в «Газовик-СибГУФК». В сезоне 2007/2008 она стала 9-й. В 2008 году команду вновь переименовали, в «Газовик-2». В сезоне 2008/2009 она заняла предпоследнее 13-е место, в сезоне 2009/2010 стала 2-й в своей зоне.
19 апреля 2010 года на общем собрании клубов Молодёжной хоккейной лиги МХК «Газовик» был принят в неё вместе с кирово-чепецкой «Олимпией» и двумя клубами из Минска — МХК «Динамо» и «Юность». В межсезонье клуб принял участие в Кубке «Омских Ястребов», однако занял на нём лишь четвёртое место. 8 сентября 2010 года в своём стартовом матче в сезоне Газовик обыграл «Омских ястребов» со счётом 4:0. 5 ноября 2010 года «Газовик» сыграл дома матч с «Мытищинскими атлантами», сумев за один период отыграться со счёта 0:5 и выиграть матч со счётом 6:5 В своём первом сезоне в МХЛ в дивизионе «Урал-Сибирь» команда заняла по итогам регулярного чемпионата 5 место и не смогла пройти в плей-офф.
22 мая 2012 года команда сменила своё название на «Тюменский легион».

## Ежегодные результаты

### Регулярный чемпионат
Примечание: И — количество игр, В — выигрыши в основное время, ВО — выигрыши в овертайме, ВБ — выигрыши по буллитам, ПО — проигрыши в овертайме, ПБ — проигрыши по буллитам, П — проигрыши в основное время, ГЗ — голов забито, ГП — голов пропущено, О — очки.
| Сезон   | И  | В  | ВО | ВБ | ПБ | ПО | П  | О  | ГЗ  | ГП  | Место                               |
| ------- | -- | -- | -- | -- | -- | -- | -- | -- | --- | --- | ----------------------------------- |
| 2010-11 | 53 | 24 | 0  | 4  | 3  | 1  | 21 | 84 | 158 | 143 | 5-е место в дивизионе «Урал-Сибирь» |
| 2011-12 | 60 | 20 | 2  | 8  | 5  | 3  | 22 | 88 | 164 | 172 | 5-е место в дивизионе «Урал-Сибирь» |
| 2012-13 | 60 | 15 | 1  | 1  | 2  | 0  | 41 | 51 | 149 | 247 | 14-е место в конференции «Восток»   |
| 2013-14 | 56 | 20 | 1  | 4  | 2  | 2  | 27 | 74 | 149 | 156 | 9-е место в дивизионе «Урал-Сибирь» |
| 2014-15 | 52 | 16 | 1  | 5  | 3  | 0  | 27 | 63 | 158 | 192 | 7-е место в дивизионе «Урал-Сибирь» |
| 2015-16 | 44 | 4  | 1  | 1  | 0  | 1  | 37 | 17 | 91  | 212 | 16-е место в конференции «Восток»   |
| 2016-17 | 60 | 9  | 0  | 1  | 2  | 2  | 46 | 33 | 120 | 278 | 15-е место в конференции «Восток»   |
| 2017-18 | 60 | 11 | 6  | 1  | 4  | 3  | 35 | 54 | 143 | 226 | 14-е место в конференции «Восток»   |
| 2018-19 | 60 | 13 | 8  | 4  | 0  | 4  | 31 | 54 | 126 | 193 | 13-е место в конференции «Восток»   |
| 2019-20 | 64 | 8  | 0  | 1  | 2  | 0  | 53 | 20 |     |     | 17-е место в конференции «Восток»   |
| 2020-21 | 56 | 6  | 2  | 2  | 4  | 4  | 38 | 28 |     |     | 14-е место в конференции «Восток»   |

### Плей-офф
- 2010—2011 участие не принимали
- 2011—2012 участие не принимали
- 2012—2013 участие не принимали
- 2013—2014 участие не принимали
- 2014—2015 Поражение в 1/16 финала от «Омских ястребов» — 0:3 (1:3, 1:2, 2:6)
- 2015—2016 участие не принимали
- 2016—2017 участие не принимали
- 2017 — 2018 участие не принимали
- 2018 — 2019 участие не принимали
- 2019 — 2020 участие не принимали
- 2020 — 2021 участие не принимали